# نبته پلایا
نبته پلایا (انگلیسی: Nabta Playa)، که زمانی حوضه بسته بزرگی در بیابان نوبیه بود، در ۸۰۰ کیلومتری جنوب قاهره امروز و حدود ۱۰۰ کیلومتری غرب ابوسمبل واقع شده است. امروزه این منطقه به عنوان منطقه‌ای باستان‌شناسی شناخته می‌شود.